# Ammophila deserticola
Ammophila deserticola är en biart som beskrevs av Kazuhiko Tsuneki 1971. Ammophila deserticola ingår i släktet Ammophila och familjen grävsteklar. Inga underarter finns listade i Catalogue of Life.